# 米歇尔·佩塞尔
米歇尔·乔治·弗朗索瓦·佩塞尔（法語：Michel Georges François Peissel，1937年2月1日—2011年10月7日）是一位法国民族学家、探险家和作家。他写了二十本关于他在喜马拉雅和西藏探险的作品。佩塞尔是探险家俱乐部的荣誉退休成员，也是英國皇家地理學會的会员。

## 生平
佩塞尔是一位法国外交官的儿子，父亲被派往伦敦后在英国长大，从小就会说英语。他后来精通多种语言，包括藏语。他在牛津大学和哈佛商学院学习了一年，并在巴黎索邦大学获得了藏学博士学位。

### 初次旅行
1958年，21岁的佩塞尔在墨西哥金塔納羅奧州海岸探索，沿着海岸走了200英里（320公里）来到伯利兹，途中发现了14处未记录的玛雅考古遗址。这段旅程改变了他的生活，也是对金塔纳罗奥州的一次描述，揭示了一个“chicleros”、“cocaleros”和玛雅渔民统治着北美广大且大部分未开发地区的世界。今天，数百万度假者住在佩塞尔曾经走过的地方，他经常幽默的为我们描述许多关于当代玛雅文化的故事。一年后，他离开了哈佛商学院，决定学习民族学，探索西藏和喜马拉雅山脉最后未知的地区。

### 喜马拉雅探险

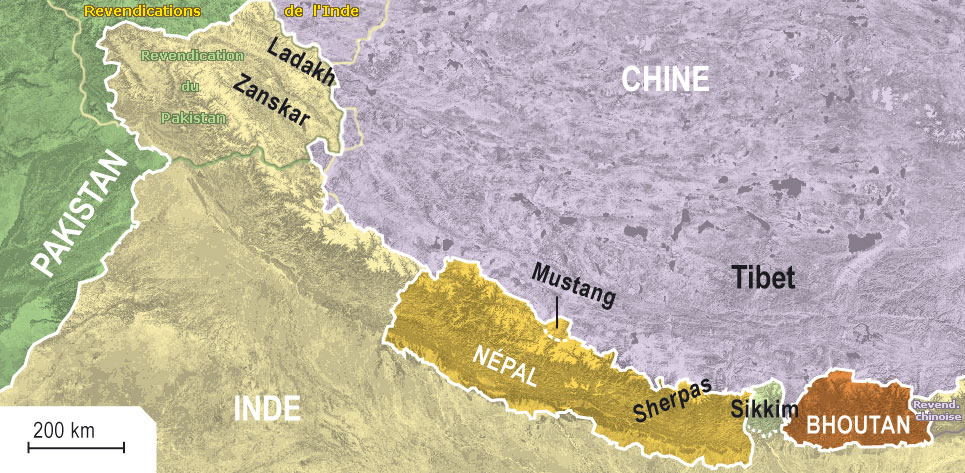
佩塞尔穿越过的喜马拉雅地区

1959年，佩塞尔组织了他第一次走出哈佛的喜马拉雅探险队，研究珠穆朗玛峰地区的夏尔巴人。
1964年，他开始穿越喜马拉雅山，探索一个只会说藏语的小王国——木斯塘王國，它的身份没有引起学者和公众的关注。他对这次探险的描述《木斯塘：失落的藏族王国》（Mustang: A Lost Tibetan Kingdom）于1967年出版，成为国际畅销书。
在木斯塘探险之后，佩塞尔与其他28人前往藏族世界最偏远的地区。1968年，他们成为第一批穿越不丹并研究其鲜为人知的东部地区的外国人之一。随后，他对克什米尔藏斯卡进行了第一次详细研究，随后研究了巴尔蒂斯坦和拉达克的米纳罗（Dards）部落，同时试图精确定位希罗多德的“掘金蚁之地”。
1973年，他乘坐气垫船穿越了安纳布尔纳峰和道拉吉里峰之间的喜马拉雅山。后来，在发明了第一艘单扇气垫船并获得专利后，他乘坐气垫船在印度恒河上航行，也在墨西哥尤卡坦半岛东岸航行。他喜欢说自己是“激流射击运动的先驱”。
1986年，他成为第一批进入西藏热带地区扎日神山和雅鲁藏布江大峡谷的外国人之一。
1994年，他带领一支探险队，沿着扎曲寻找湄公河难以捉摸的源头，认为他发现了亚洲第三长河的源头。十年后，中日探险队证明，地理源头（离海最远）位于白湄公河的源头——扎阿曲，卫星照片显示，扎阿曲比佩塞尔所称的历史源头长4500米。因此，与密西西比河、黄河和无数其他河流一样，湄公河被认为具有地理源头和历史源头。
1995年，在之前对西藏马种进行调查和研究后，他发现了囊谦马，并与兽医学者伊格纳西·卡萨斯博士（Dr Ignasi Casas）组织了一次探险，最终发现了一种未知的古老马种：类乌齐马。

### 从尤卡坦到伯利兹
1987年，佩塞尔与墨西哥考古学家一起建造了一艘巨大的玛雅独木舟，沿着尤卡坦半岛和伯利兹海岸划桨航行了500英里（800），以展示在10世纪玛雅低地城市崩溃中，Chontal Itzas在海上商业中的作用。

### 瓦良格人之路
1989年，佩塞尔建造了一艘维京长船的复制品，与六名船员一起划船，沿着道加瓦河逆流而上，沿着第聂伯河向下航行2,400（1,500英里） ，从波罗的海到黑海穿越苏联；这是一次旨在重现8世纪基辅罗斯的创立者瓦良格人的探险。

## 影片
佩塞尔制作、执导或发起了22部关于其探险的纪录片，其中包括1980年英国广播公司（BBC）的四集系列电影《藏斯卡，地球上最后的地方》（Zanskar，the Last Place on Earth），以及史密森尼艺术与娱乐频道（Smithsonian）关于湄公河源头的探险特辑。其他电影和视频可在法国国家档案馆网站上查看。 (INA) （页面存档备份，存于）

## 婚姻与子女
米歇尔·佩塞尔第一次婚姻与玛丽·克莱尔·德·蒙塔尼亚克（Marie Claire de Montaignac）育有两个儿子（Jocelyn和Olivier），然后第二次婚姻与米西·艾伦（Missy Allen）育有一个女儿（Octavia）和一个儿子（Morgan）。他与罗斯琳·勒布里斯结婚，并育有一子（瓦伦丁）。

## 著作
- The Lost World of Quintana Roo. New York: E.P. Dutton, 1962; and Hodder and Stoughton, 1964
- Tiger for Breakfast:the story of Boris of Katmandu. E.P. Dutton, 1966; and Hodder and Stoughton, 1967
- Mustang: a Lost Tibetan Kingdom. New York: E.P. Dutton, 1967; and London Collins-Harvill, 1968
- Lords and Lamas. London: Heinemann, 1970
- The Cavaliers of Kham, the secret war in Tibet. London: Heinemann, 1972; and Boston: Little, Brown & Co., 1973
- The Great Himalayan Passage. Collins 1974, and Boston: Little, Brown & Co., 1975
- Himalaya, continent Secret. Paris: Flammarion, 1975
- Les Portes de l'Or. Paris: Robert Laffont, 1978
- Zanskar the Hidden Kingdom. New York: E.P. Dutton, 1979; and London: Collins-Harvill, 1980
- The Ant's Gold, discovering the Greek Eldorado. London: Collins-Harvill, 1984
- Royaumes de l'Himalaya. Paris: Bordas & Fils, 1986
- Itza, le mystere du Naufrage Maya. Paris: Robert Laffont, 1989
- La Route de l'Ambre. Paris: Robert Laffont, 1992
- 《最后一片荒蛮之地：湄公河源头的发现》The Last Barbarians, the discovery of the source of the Mekong. New York: Henry Holt & Company, 1997; and London Souvenir Press, 1998
- Le Dernier Horizon. Paris: Robert Laffont, 2001
- Tibet, the Secret Continent. London: Cassell Illustrated, 2002; and New York: St Martin's Press, 2003
- Tibetan Pilgrimage. New York: Abrams 2005